# Mahmut Özen
Mahmut Özen (Tarso, 1º settembre 1988) è un calciatore turco naturalizzato svedese, difensore del Karlshamn United.